# حرف مهمل
المهمل من الحروف خلاف المعجم أي غيرُ المنقوط والمُعجمُ من الحروف هو المنقوطُ وأيضاً يسمُّون كتاب اللغة معجماً.